# Himbák
A himba törzs félnomád pásztornép Namíbia északi részén, a Kunene régióban. Egyike azon kevés afrikai bennszülött csoportnak, amelynek sikerült megőriznie eredeti életmódját; önfenntartó, és többsége a külvilágtól elszigetelten él. Különös ismertetőjelük a nők bőrének és hajának vörös színe, melyet egy okker, zsír és növényi anyagok keverékéből előállított kenőccsel érnek el.

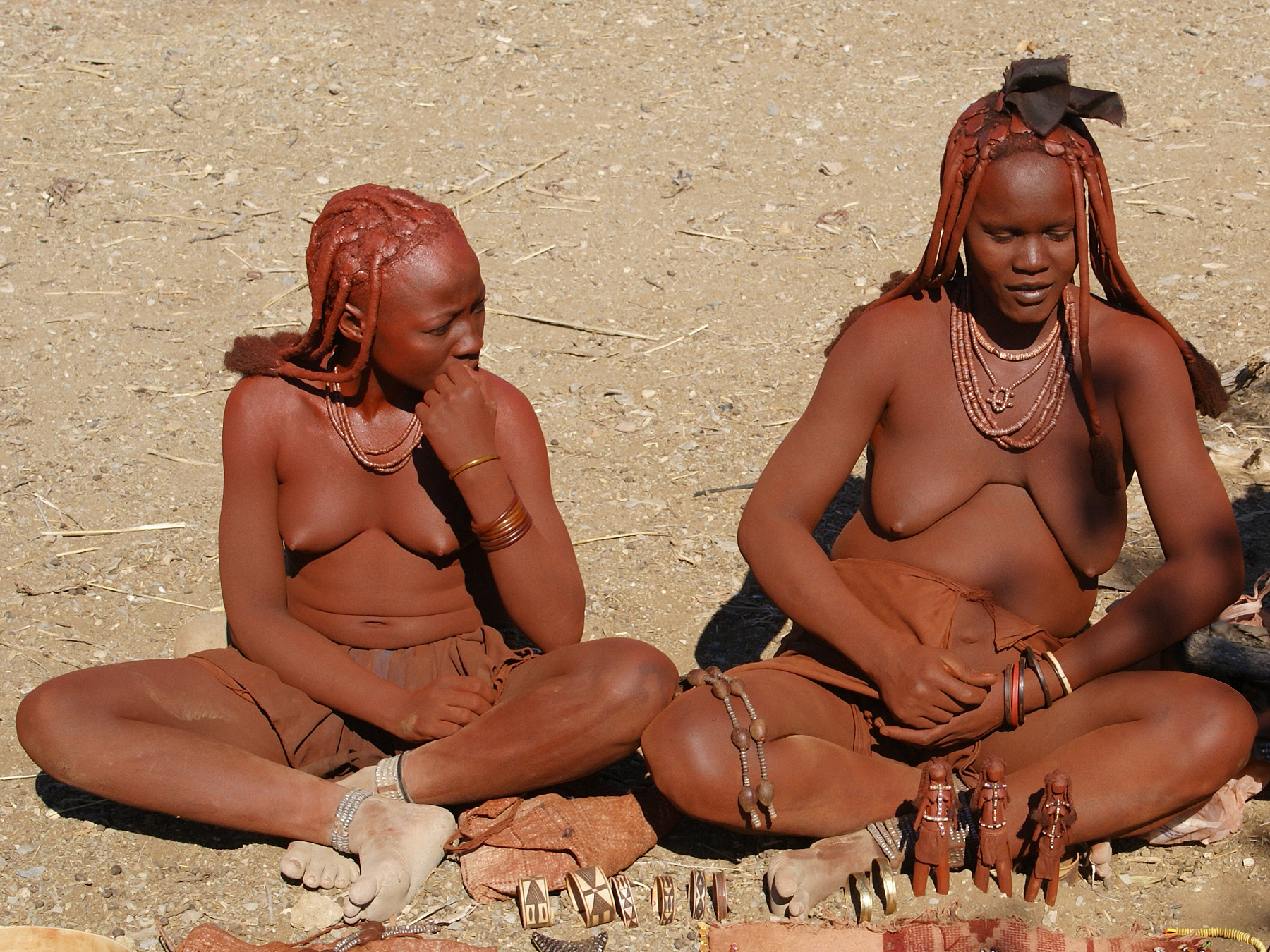
Himba nők a namíbiai Opuwo közelében.

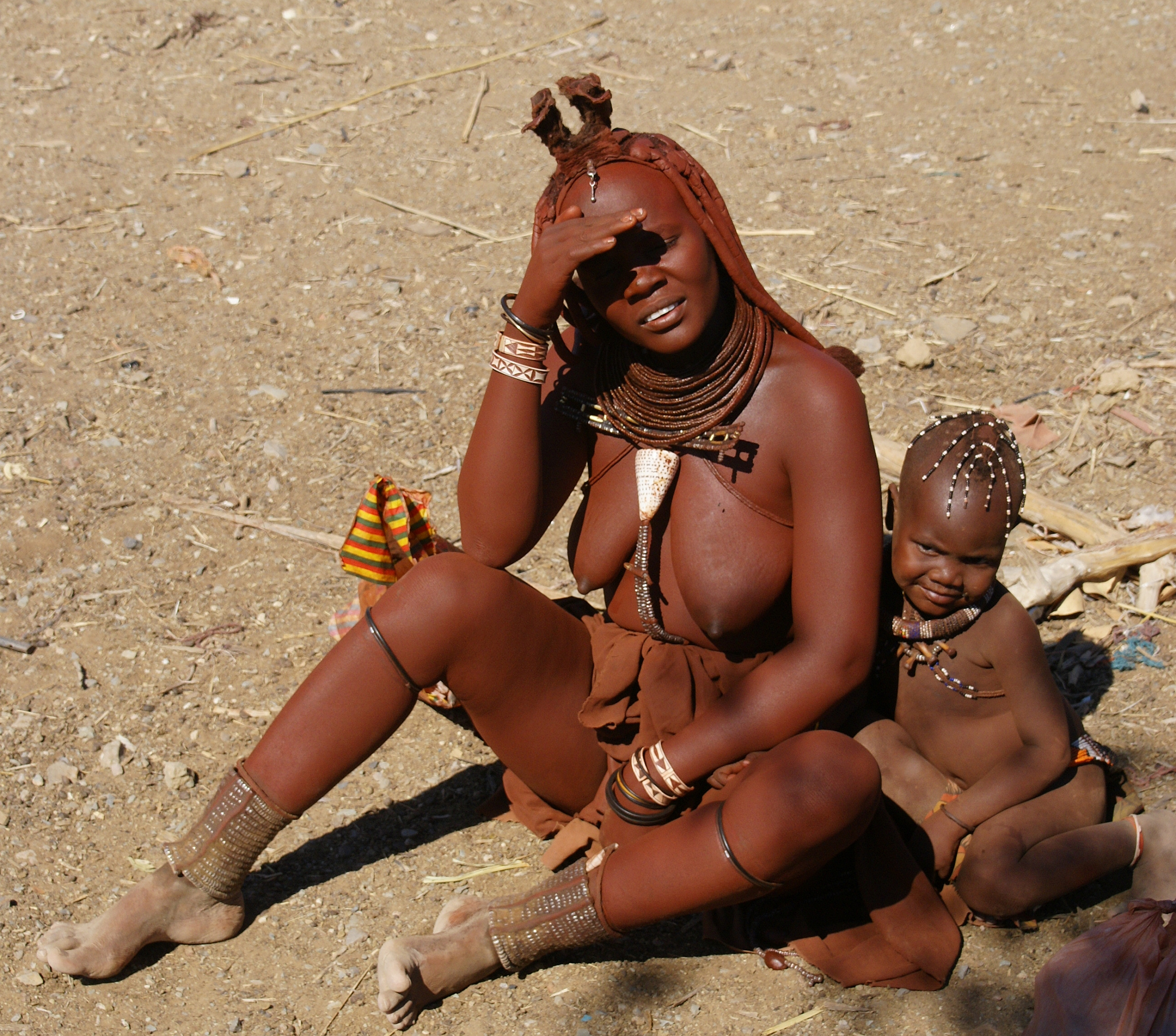
Egy asszony a gyerekével

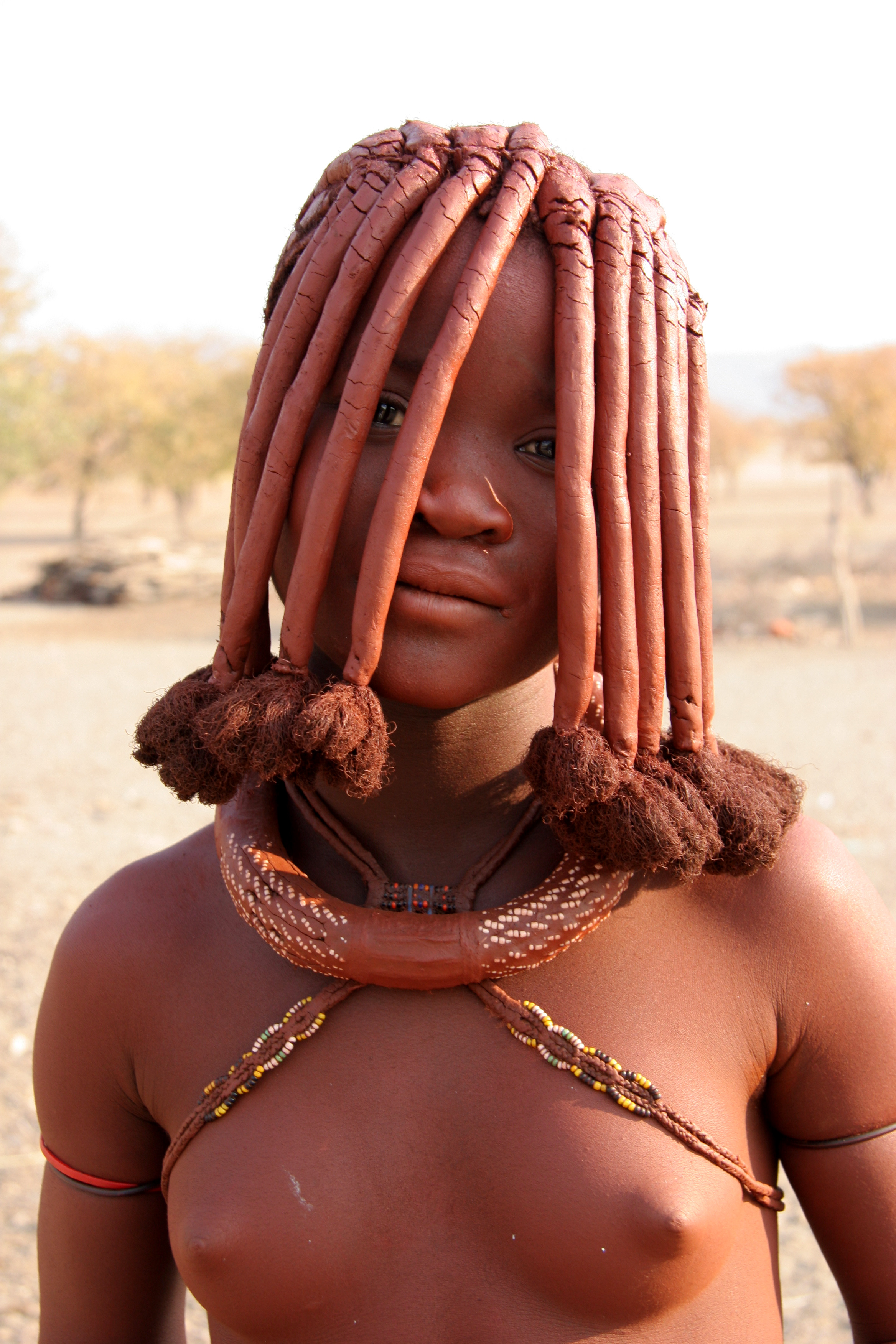
A himba nők tradicionális hajviselete.

## Történelmük
A himbák ősei több száz éve költöztek a mai Namíbia és Botswana területére, amikor számos bantu nyelven beszélő kelet-afrikai népcsoport nyugatra vándorolt. 150 éve két csoportra szakadtak, a himbák maradtak, a hererók pedig délre vándoroltak.
Ettől kezdve sorra érték őket a csapások. A 19. század végén a nyájaikat fosztogató déli nama szomszédaik kis híján a pusztulásba sodorták őket. 1904-ben a német gyarmati uralom elleni hereró lázadásra válaszul Lothar von Trotha népirtást rendezett a bennszülöttek között, aminek sok himba is áldozatul esett. Az apartheid idején saját területet jelöltek ki nekik Kaokoland néven, és megtiltották, hogy elhagyják a határait. Kaokoland hivatalosan autonóm tartomány volt, de sosem alakult saját kormányzata; végül 1989-ben hivatalosan is megszűnt, és Kunene régió néven Namíbia egyik tartományává vált. Az 1980-as években egy súlyos szárazság állataik 90%-át elpusztította, sokan a közeli Opuwo nyomornegyedeibe vagy a gerillák ellen harcoló dél-afrikai hadseregbe kényszerültek.
A ’90-es években véget ért a szárazság és helyreállt a béke, Namíbia elnyerte függetlenségét. Ezzel a himbák életkörülményei is kedvezőbbé váltak, és nemzetközi aktivisták segítségével sikerült megakasztaniuk a namíbiai kormány által a Kunene folyóra tervezett vízerőmű építését is, amely természetes életterüket és szent helyeiket elöntéssel fenyegette.
A himbák számát ma 20 000 és 50 000 közé teszik.

## Kultúra
A himba törzsi szerkezet különlegessége a kétoldali leszármazás: a törzs minden tagja két nemzetséghez tartozik, az apáéhoz és az anyáéhoz. A csoportot a legidősebb férfi vezeti. A fiúk édesapjuk nemzetségében élnek, és a feleség a férj családjához költözik, de az állatok és más értékek öröklését az anyai nemzetség határozza meg: a fiúk nem apjuk, hanem anyai nagybátyjuk javait öröklik. A kétoldali leszármazás nagyon ritka; antropológusok szerint rendkívül nehéz életkörülmények között alakul ki, ahol előnyt jelent, ha válság esetén az egyén két különböző, más területen élő csoportra támaszkodhat. A himbáknál emellett az állatállomány belterjességét is csökkentheti: tabuk tiltják, hogy a nemzetség tagjai bizonyos színű vagy mintázatú állatokat birtokoljanak, az ilyeneket el kell cserélni egy másik csoport állataival.
Vallásuk is a kétoldali leszármazáson alapul, a családfők vezetik le a szertartásokat. A himbák egy távoli teremtőben hisznek, akinek a segítségét csak az ősök szellemeinek közbenjárásával lehet elnyerni. A szertartásaik szent tüzek köré összpontosulnak, amelyeket az ősök sírjain gyújtottak, és az apai klán vezetőjének családi tűzhelyében őriznek. A síroknak a viták rendezésében is szerepe van: az legeltethet egy adott területen, akinek több és régebbi ősének van ott sírja.